# Trust the Man
Trust the Man (br Totalmente Apaixonados; pt Jogos de Infidelidade) é um filme norte-americano de 2005 dirigido por Bart Freundlich.

## Sinopse
Rebecca (Moore) e  Tom (Duchovny) vivem uma crise conjugal, enquanto ela se prepara para atuar em uma peça de teatro.
Tobey (Crudup), irmão de Rebecca e melhor amigo de Tom, é abandonado por sua namorada, Elaine (Gyllenhaal).
Assim, entre incertezas, tentações e desilusões, esses quatro amigos tentarão reacender suas paixões.

## Elenco
- David Duchovny — Tom
- Julianne Moore — Rebecca
- Billy Crudup — Tobey
- Maggie Gyllenhaal — Elaine
- Justin Bartha — Jasper
- Garry Shandling — Dr. Beekman
- Dagmara Dominczyk — Pamela
- Eva Mendes — Faith
- Sterling K. Brown — Rand
- Ellen Barkin — Norah
- James Le Gros — Dante
- Glenn Fitzgerald — Goren

## Recepção
Baseado em 100 comentários recolhidos pelo Rotten Tomatoes, o filme tem 27% de aprovação. O site informou em um consenso de que "o que aspira a ser uma sofisticada comédia romântica não convencional acaba por ser um pretendente preenchido artifício para outros melhores filmes de seu gênero". Outro agregador de revisão, Metacritic , dá ao filme 43/100 índice de aprovação com base em comentários de 30 críticos ".